# Fragaria vesca

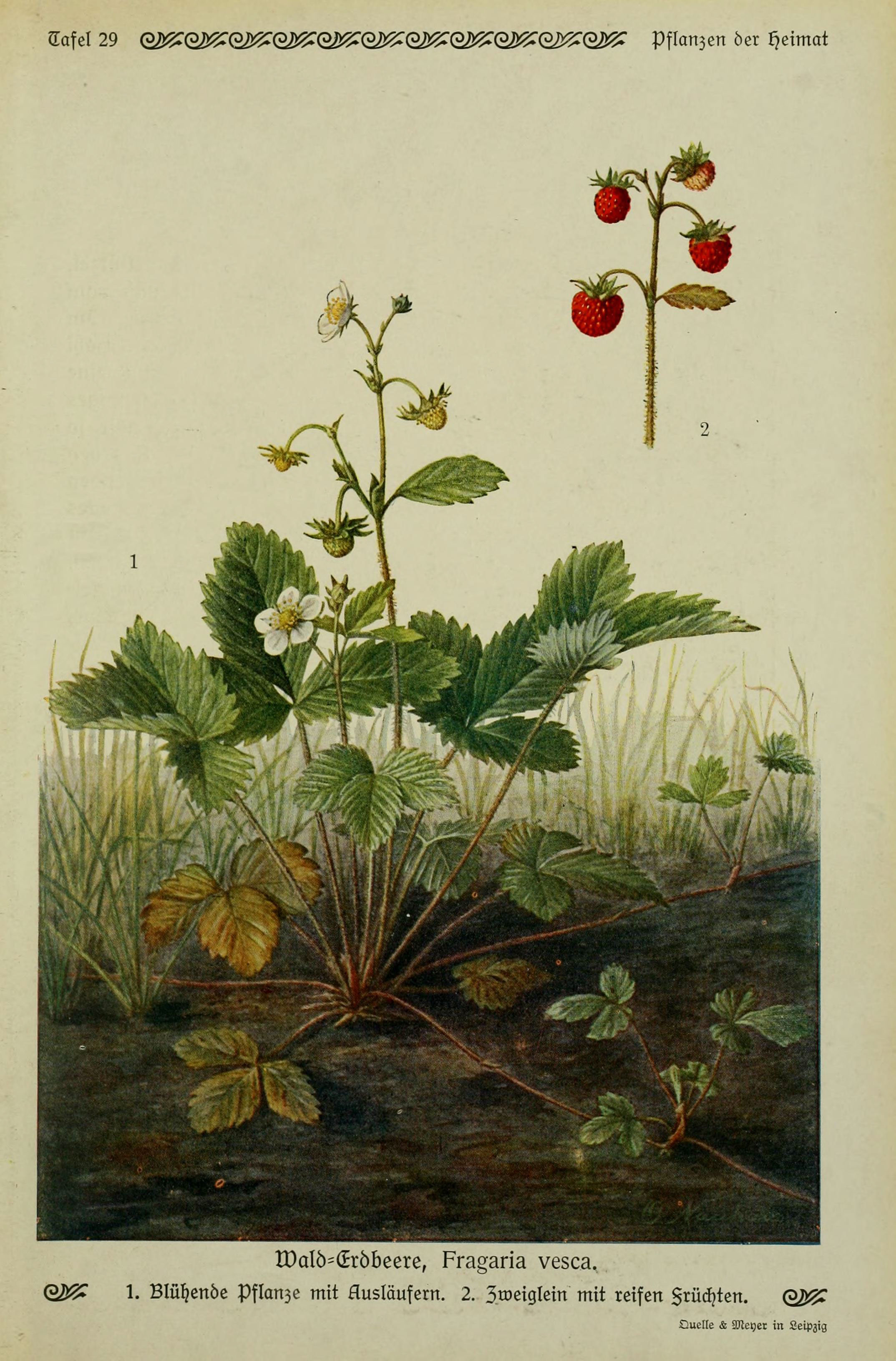
Ilustración de Fragaria vesca, autor Fitschen, Jost; Schmeil, O. 1913

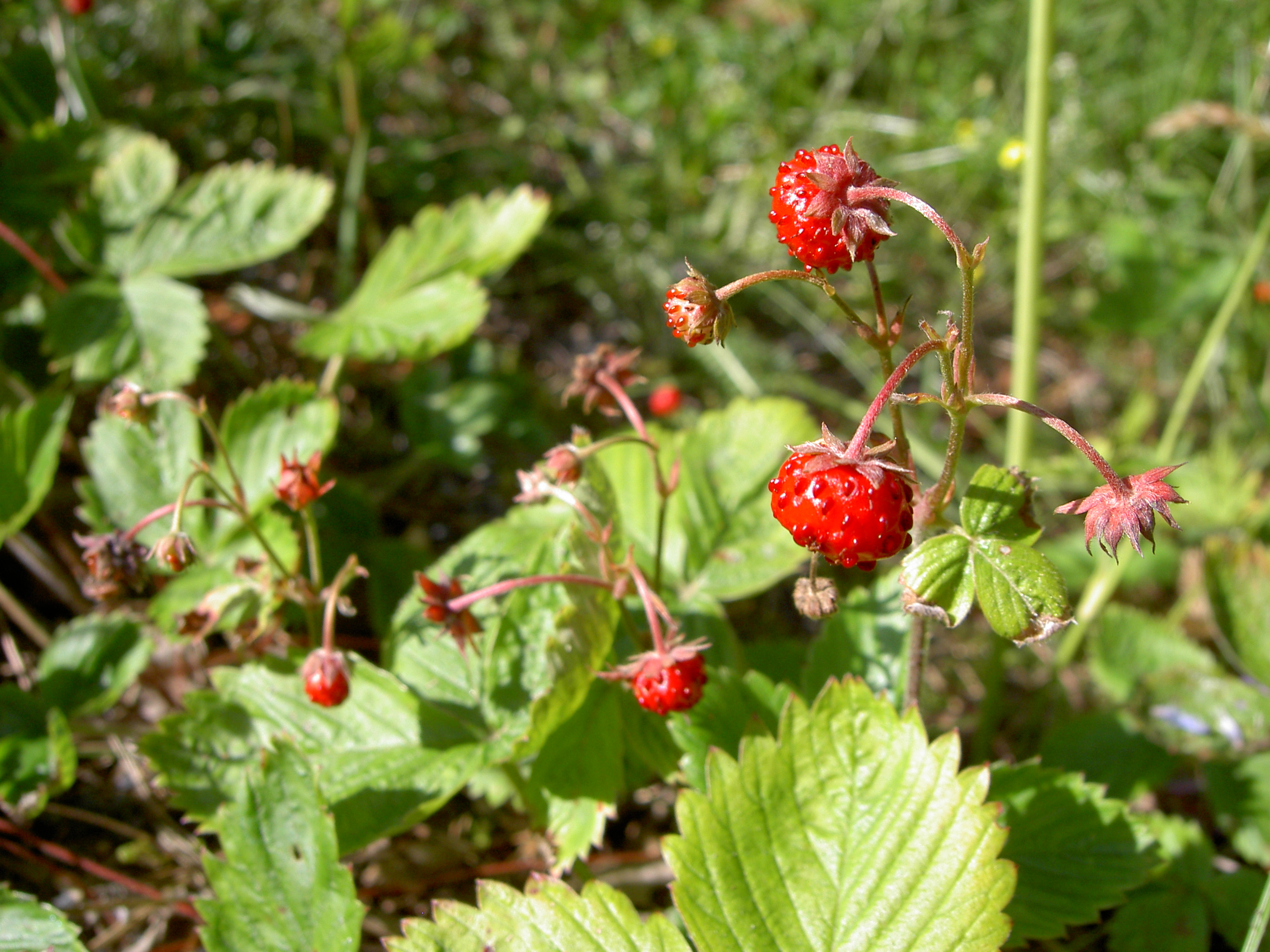
fresa silvestre

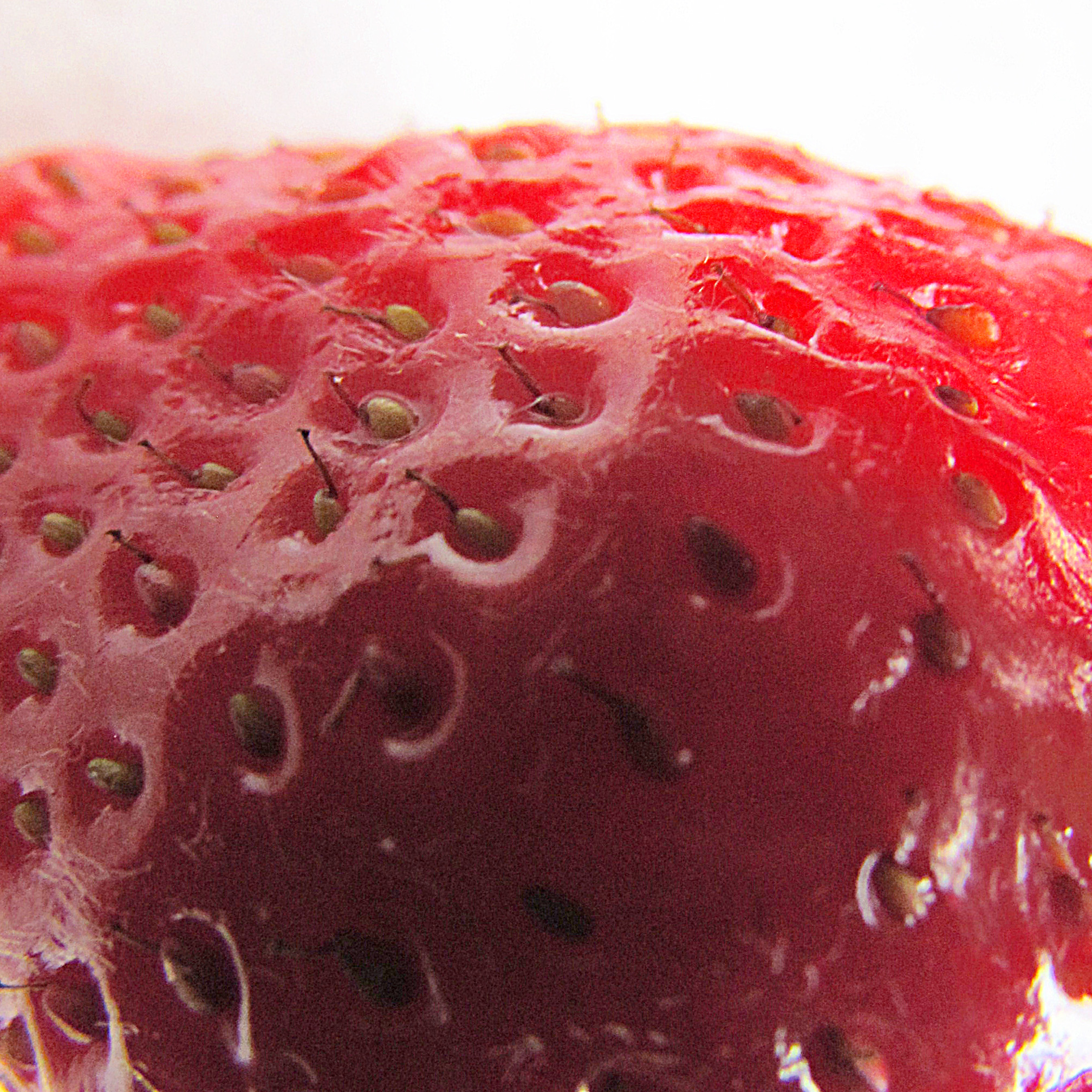
Fragaria vesca pseudocarp.

Fragaria vesca, llamada comúnmente fresa, fresa silvestre o meruéndano,  es una planta herbácea perenne, de la familia de las rosáceas, que crece comúnmente en bosques ralos y en los claros de Eurasia. No es la variedad silvestre del fresón o fresa ananá (Fragaria x ananassa), la variedad más consumida actualmente, sino una especie completamente independiente. Fue la preferida en Europa desde la Antigüedad, y desde el siglo XIV se emprendió su cultivo organizado, que sólo cedió ante el desarrollo de híbridos de variedades americanas de fruto más grande. Su sabor es, sin embargo, más intenso, y algunos gourmets la prefieren.

## Descripción
F. vesca es una planta vivaz, siempreviva, estolonífera, cuyos tallos alcanzan unos 40 cm de altura. Presenta una roseta basal de donde surgen las hojas, trifoliadas, y los tallos si y no  florales, ambos de la misma longitud. Los peciolos de las hojas son pilosos. Cada uno soporta una hoja compuesta con tres foliolos ovales dentados. Estos son verde brillantes por el haz; más pálidos por el envés, que manifiesta una nervadura muy destacada y una gran pilosidad. De la roseta basal surgen también otro tipo de tallos rastreros —estolones— que producen raíces adventicias de donde nacerán eventualmente otras plantas, aunque en F. vesca este tipo de brote es menos frecuente que en otras especies del mismo género.
Los tallos florales no presentan hojas. En su extremo aparecen entre abril y junio las flores, no más de cinco, blancas, de cinco pétalos blancos, cinco sépalos y una veintena de estambres amarillos y alto contenido en polen; la planta es hermafrodita, colocándose las flores femeninas más altas que las masculinas para prevenir la autopolinización. El agente polinizador más habitual son los insectos, en especial abejas y dípteros; varias especies de hormigas se alimentan a veces del néctar de la flor, aunque sin contribuir a la polinización.
El fruto, que conocemos como "fresa", es en realidad un engrosamiento del receptáculo floral, siendo los puntitos que hay sobre ella los auténticos frutos, aquenios de alrededor de 1 mm de diámetro. Es un eterio de color rojo, dulce y aromático, que concentra los nutrientes del tallo floral, que se decolora y adelgaza a medida que el eterio aumenta de tamaño.

## Distribución y hábitat

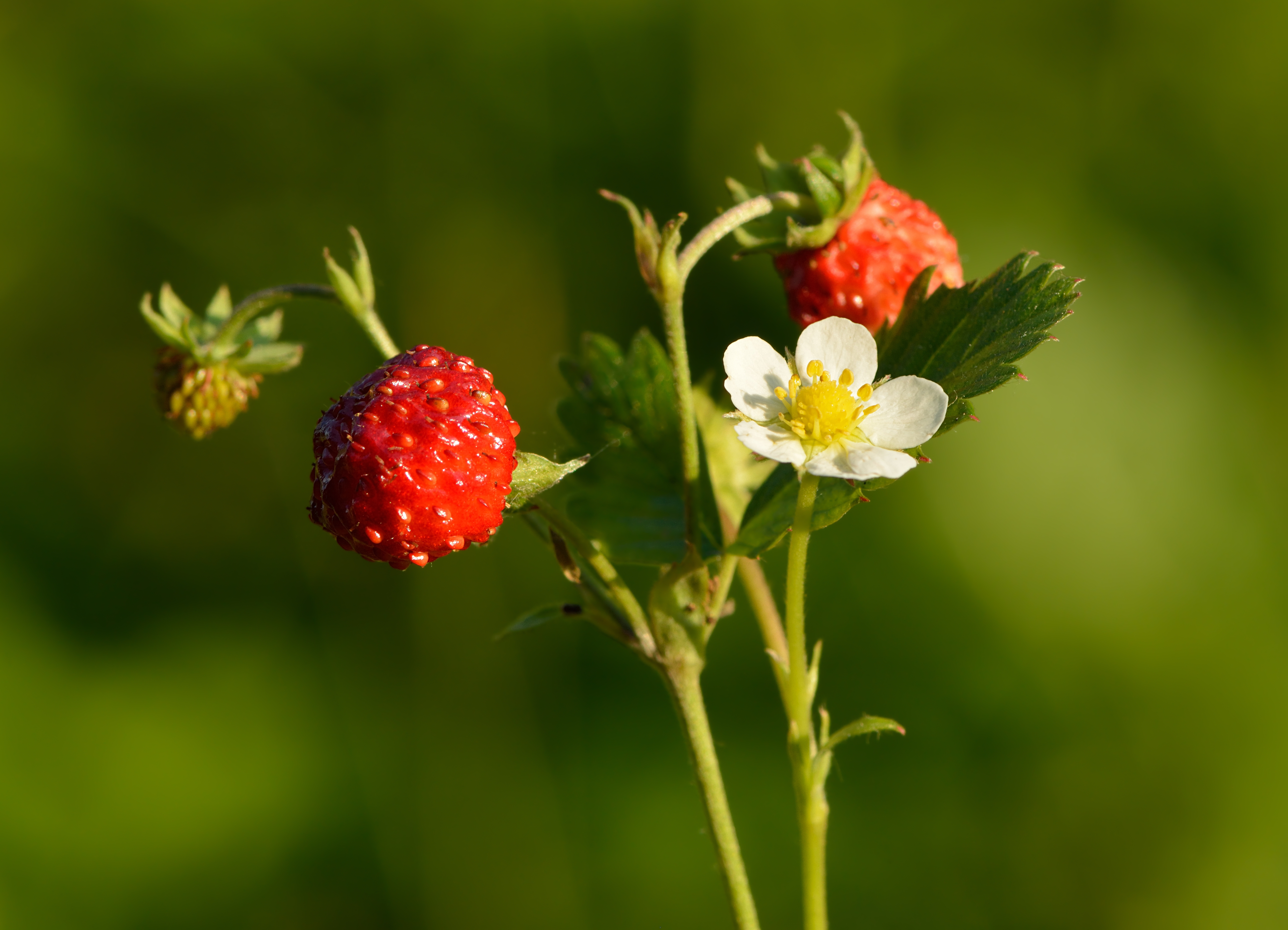

F. vesca es nativa de Eurasia, y crece de forma silvestre en toda Europa y el norte de Asia. Prefiere suelos húmedos, bien drenados, ricos en nutrientes y en humus; requiere algo de sol pero no en exceso, creciendo en los claros y márgenes de los bosques o en zonas ralas.
En el estado de Nuevo León al norte de México se encontró esta especie de manera silvestre, en el área conocida como el Barrial, en el municipio de Santiago, Nuevo León. Se adjunta una fotografía y queda disposición de alguien más conocedor para confirmar que el ejemplar corresponde a esta especie.

## Utilización
La fresa silvestre se consume desde la prehistoria, como atestiguan numerosos hallazgos arqueológicos. Fue conocida de griegos y romanos; varios poetas le dedicaron versos, entre ellos Ovidio, Plinio y Virgilio. A partir del siglo XIV se emprendió su cultivo, lográndose frutos de mayor tamaño y menor acritud. A Jerónimo Bock se le debe la primera descripción botánica científica de la planta.
Con el descubrimiento de la fresa chilena (F. chiloensis), la fresa de Virginia (F.  virginiana) y el desarrollo de híbridos entre ambas, su cultivo decreció, y para el siglo XVIII había sido completamente desplazada.
Por su sabor más intenso, se consume ocasionalmente como fruto de gourmet, aunque las núculas resultan agrias al paladar, lo que hace que las confituras de fresa silvestre se mezclen habitualmente con otros frutos.
Modernamente se la aprecia como planta medicinal; es rica en taninos, por lo que se utiliza como astringente. La decocción de las hojas se emplea para la anemia y las afecciones hepáticas. Mezclada con hojas de menta piperina (Mentha x piperita) se empleaba como lavaje antiséptico para la ropa blanca. También se empleó la decocción para tratar la gota; se cuenta que Linneo se curó de la afección con un tratamiento a base de té de fresa silvestre.
Principios activos
Las hojas contienen taninos condensados, flavonas, flavonoides, leucoantocianósidos, trazas de aceite esencial, pequeñas cantidades de ácido ascórbico, alcohol triterpénico: fraganol, sales potásicas.
Las raíces contienen taninos catéquicos (12%) y pirogálicos; alcohol triterpénico: fraganol, sales potásicas.
Los frutos: abundantes derivados antociánicos, aceite esencial, pectina, heterósido (fragarósido).

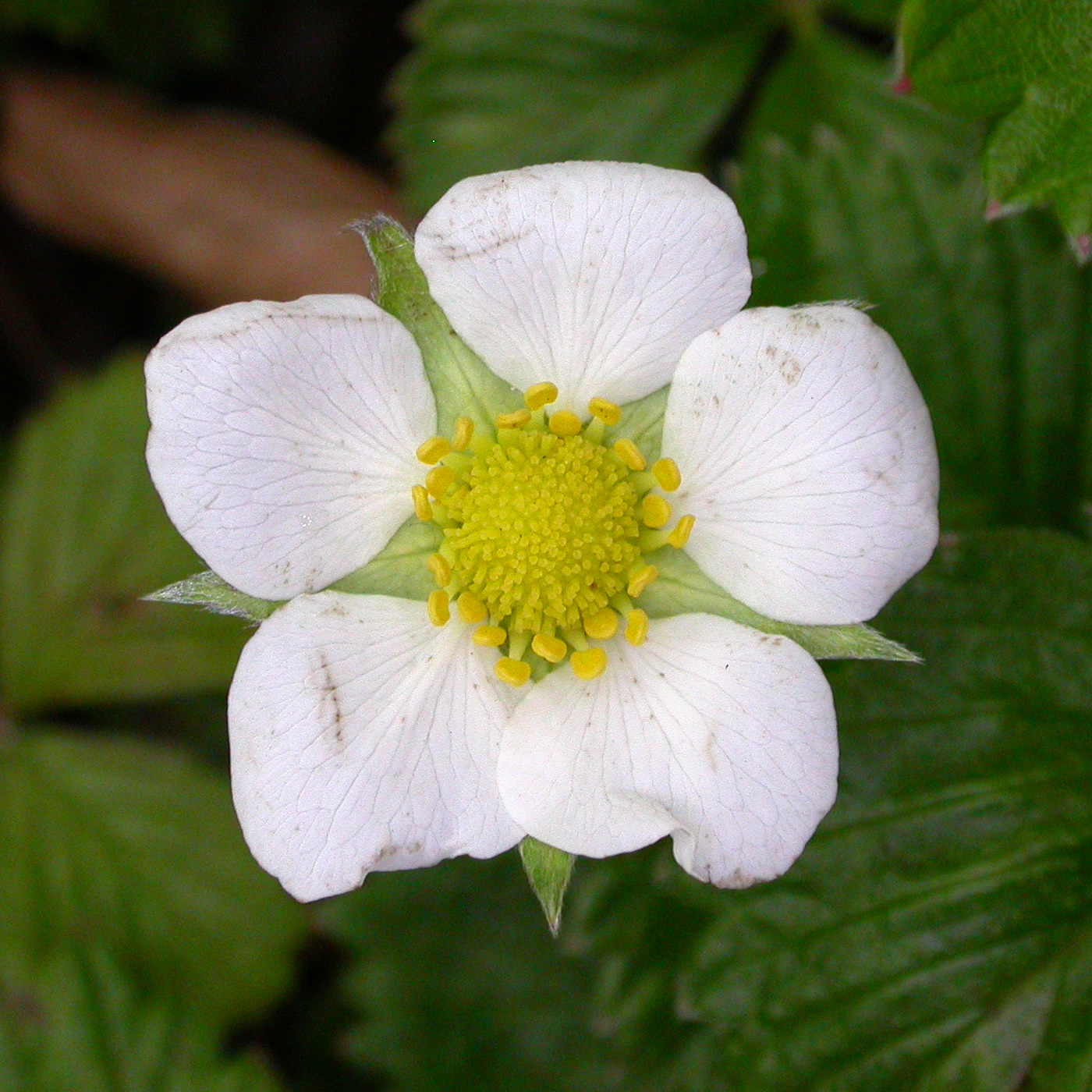
Detalle de la flor

## Taxonomía
Fragaria vesca fue descrita por  Carlos Linneo y publicado en Species Plantarum 1: 494–495. 1753.
Sinonimia
- Fragaria chinensis Losinsk.
- Fragaria concolor Kitag.
- Fragaria nipponica auct.[4][5]

## Nombres comunes
Fresa, fresa silvestre, mayueta, miezdago, mariangana de Canarias, metra, miruéndano.